# Związek gmin Hohenloher Ebene
Związek gmin Hohenloher Ebene – związek gmin (niem. Gemeindeverwaltungsverband) w Niemczech, w kraju związkowym Badenia-Wirtembergia, w rejencji Stuttgart, w regionie Heilbronn-Franken, w powiecie Hohenlohe. Siedziba związku znajduje się w mieście Neuenstein, przewodniczącym jego jest Sabine Eckert-Viereckel.
Związek zrzesza dwie gminy miejskie i jedną gminę wiejską:
- Kupferzell, 5 783 mieszkańców, 54,28 km²
- Neuenstein, miasto, 6 241 mieszkańców, 47,84 km²
- Waldenburg, miasto, 3 004 mieszkańców, 31,55 km²